# Poggiofiorito
Poggiofiorito è un comune italiano di 771 abitanti della provincia di Chieti in Abruzzo.
Fa parte dell'Unione dei comuni della Marrucina.

## Geografia fisica

### Territorio
Poggiofiorito si distingue, come piccolo paese, per un ampio parco pubblico che precede l'abitato nella strada che si percorre venendo da Orsogna, Ortona o Arielli.
L'abitato possiede un vantaggio economico perché è posto nella zona industriale ed artigianale tra Arielli ed Orsogna, ed è posto sulla S.S. 538 Marrucina, che collega Ortona a Guardiagrele.

## Storia
In epoca romana il centro era una stazione di passaggio da Guardiagrele al porto di Ortona. Sono stati rinvenuti da scavi accidentali dei contadini negli anni '90, numerosi reperti archeologici, conservati a Chieti. In epoca longobarda alcune tracce, sempre dell'epoca tardo romana (VII secolo), sono stati trovati reperti, conservati nel Castello di Crecchio.
Il borgo attuale fu fondato nel XVI secolo da feudatari del barone Crognale di Arielli, ed era costituito dai gruppi di case di Casale, Fonte di Pojo (il Poggio), e Villarielli, ossia il paese attuale. Il centro si sviluppò considerevolmente nella metà del Cinquecento, con la costruzione della chiesa San Matteo.
Nel primo '900 iniziarono i contrasti col confinante comune di Arielli a causa dell'ubicazione della stazione della costruenda linea ferroviaria Ortona-Guardiagrele, al punto che il consiglio comunale decise di cambiare nome da Villarielli a Poggiofiorito per troncare ogni riferimento di presunto legame o sudditanza con Arielli (REGIO DECRETO 31 luglio 1911, n. 909 pubblicato sulla GU n.203 del 30-8-1911 ed entrato in vigore il 14/09/1911).
Nella seconda guerra mondiale il paese è stato duramente bombardato dagli alleati per cacciare gli occupanti tedeschi, giunti nel 1943 per inseguire Vittorio Emanuele III a Crecchio e poi Ortona.
Negli anni '60 il paese è stato ricostruito, e si è sviluppato al livello industriale con la creazione della zona industriale di Arielli.

## Monumenti e luoghi d'interesse
Chiesa parrocchiale di San Matteo
Costruita nel XVIII secolo, terminata nei primi anni del Novecento in architettura pseudo classica, è stata restaurata nei primi anni del 2000 dopo un lungo e lento processo di decadimento, in seguito alla seconda guerra mondiale. La chiesa fu bombardata pesantemente nel 1943, con la distruzione del campanile e di gran parte della chiesa, lasciando in piedi alcune mura e la facciata, e fu celermente ricostruita seguendo lo stile originale. Ha pianta rettangolare a basilica, con abside semicircolare, con cupola presso il presbiterio, bracci del transetto leggermente sporgenti. Il campanile laterale è a torre quadrata con cuspide piramidale, e quattro archi laterali a tutto sesto, con rete di protezione e quattro luci a croce latina che si illuminano la notte. Un concerto di 3 campane è all'interno, e un orologio civico è montato al di sotto. La facciata ha un architrave sobria per il portale, a timpano triangolare, l'accesso dal corso Vittorio Emanuele è preceduto da una scalinata monumentale a doppia rampa. Sopra il portale si erge una finestra centrale, e la facciata termina ad architrave con timpano triangolare. L'interno è a navata unica, con volta a botte lunettata, paraste laterali pseudo ioniche e con altari, altare maggiore preceduto da arco trionfale; presso il tabernacolo neoclassico si trova la nicchia con la statua di San Matteo.
Giardino pubblico
Si trova all'ingresso del centro da corso Vittorio Emanuele. Possiede cedri, un campo da calcio, un parco giochi, un monumento ai caduti, e un chioschetto.
Ex palazzo comunalesi trova nella piazzetta del centro antico, alla fine del corso Vittorio Emanuele. Il palazzo risale al XVIII-XIX secolo, fu la prima sede del Municipio.Il palazzo è in stile neoclassico, ornato da portale architravato, con monumentale placca commemorativa ai Caduti della Guerra, balconata centrale con finestrone centrale, e torretta centrale dell'orologio.
Fonte Santa Maria
Risalente al XVI secolo. Fino alla seconda metà del Novecento le contadine vi andavano a lavare i panni. Si trova lungo la via per Frisa.

## Società

### Evoluzione demografica
Abitanti censiti

## Cultura
Poggiofiorito è profondamente legata al fenomeno della riscoperta della musica tradizionale abruzzese, il cui fenomeno, nella vicina Ortona, si concretizzò nel festival annuale della Maggiolata. Poggiofiorito dette i natali al fisarmonicista Tommaso Coccione, il quale emigrando in America nel primo 900, compose varie mazurke e polke abruzzesi, divenendo molto famoso. Tornato in patria, fu accolto nel 1938 anche da Benito Mussolini in occasione del patto d'acciaio con la Germania.
Morto prematuramente a 36 anni, l'eredità di Tommaso fu raccolta dai figli Vincenzo e Camillo Coccione, che seguirono le orme paterne nel comporre musica popolare abruzzese, per balli, polke, tarantelle, valzer, inni. Vincenzo si impegnò particolarmente per realizzare nella sua abitazione un museo-associazione dedicato alla memoria del padre, con l'intento di valorizzare la comunità e le tradizioni contadine. Il museo è sul corso Vittorio Emanuele III, 36.
Poggiofiorito fu scelta anche come location del film del 1939 "Torna caro ideal" di Guido Brignone, incentrato sulla giovinezza del compositore ortonese Francesco Paolo Tosti. Vi compare anche brevemente Tommaso Coccione con la sua banda.

### Istruzione
Poggiofiorito possiede un attrezzato asilo per i bambini molto piccoli e una scuola dell'infanzia, in corso Vittorio Emanuele III.

## Amministrazione
| Periodo        | Periodo        | Primo cittadino        | Partito                       | Carica  | Note  |
| -------------- | -------------- | ---------------------- | ----------------------------- | ------- | ----- |
| 23 aprile 1995 | 13 giugno 1999 | Corino Di Girolamo     | -                             | Sindaco |       |
| 1999           | 2004           | Enzo Tommaso Salvatore | -                             | Sindaco |       |
| 13 giugno 2004 | 7 giugno 2009  | Corino Di Girolamo     | -                             | Sindaco |       |
| 7 giugno 2009  | 25 maggio 2014 | Corino Di Girolamo     | Lista Civica di Centro-destra | Sindaco |       |
| 26 maggio 2014 | In carica      | Corino Di Girolamo     | Lista Civica di Centro-destra | Sindaco | [ 5 ] |